# Nick Sillitoe
Nicholas „Nick“ Sillitoe (* September 1971 in London) ist ein englischer DJ, Jazzmusiker und Komponist.
Sillitoe erhielt seine musikalische Ausbildung an der St. Paul’s Cathedral Choir School und trat zwischen 1982 und 1985 als Knabensopran an der English National Opera und am Royal Opera House auf. 1983 nahm er zwölfjährig das Album On the Wings of Song für EMI Classics auf. Anfang der 1990er Jahre arbeitete er mit der Londoner Gruppe United Sound System.
1994 ging er nach Oslo, wo er mit Per Martinssen die Gruppe Illumination gründete. Während das Duo als Illumination eigene Musik produziert, spielt es unter dem Namen Chilluminati Remixe verschiedener Jazztitel ein. Auf dem Café-de-Mar-Album Nr. 6 erschien ihre Bearbeitung von Bugge Wesseltofts Existence, auf dem Album Nr. 8 das Remix von Mari Boines Gula Gula. Weitere Remix-Aufnahmen entstanden von Nils Petter Molværs Vilderness, Bugge Wesseltofts Change sowie der Stücke Superstrings und Emphatic Guitar von Eivind Aarset. 2000 veröffentlichte das Duo das Album This is Illumination, 2004 The Chilluminati Remixes.
Daneben arbeitet Sillitoe als Musikproduzent und Komponist für Film und Fernsehen, wobei er für seine Musik zu dem 2015 veröffentlichten Mysterydrama Dirk Ohm – Illusjonisten som forsvant mit dem norwegischen Filmpreis Amanda für die Beste Musik ausgezeichnet wurde. Außerdem veröffentlichte er mit seiner Frau, der Velvet-Belly-Sängerin Anne Marie Almedal, das Album Candy Thunder.

## Filmografie (Auswahl)
- 2005: En folkefiende
- 2007: 5 løgner
- 2015: Dirk Ohm – Illusjonisten som forsvant
- seit 2015: Occupied – Die Besatzung (Okkupert, Fernsehserie)